# Mohammed Seisay
Mohammed Seisay (22 maggio 1990) è un ex giocatore di football americano statunitense che ha giocato nel ruolo di cornerback. Al college ha giocato a football a Nebraska.

## Carriera

### Detroit Lions
Dopo non essere stato scelto nel Draft NFL 2014, Burley firmò con i Detroit Lions. Il 20 settembre 2014 fu promosso nel roster attivo, debuttando come professionista nel terzo turno contro i Green Bay Packers in cui mise a segno due tackle. Da quel momento scese in campo in tutte le restanti gare della stagione, tranne nella penultima contro i Chicago Bears, concludendo con 13 presenze e 5 tackle.

### Seattle Seahawks
Il 2 agosto 2015, Seisay fu scambiato coi Seattle Seahawks per una scelta del sesto giro del Draft 2016, non scendendo mai in campo nella prima stagione con la nuova maglia.

## Statistiche
| Partite totali      | 13  |
| Partite da titolare | 0   |
| Tackle              | 5   |
| Sack                | 0,0 |
| Intercetti          | 1   |

Statistiche aggiornate alla stagione 2015